# Alfons Ferdynand Kropiwnicki
Alfons Ferdynand Kropiwnicki (* 29. Januar 1803; † 25. Juni 1881) war ein polnischer Baumeister und Architekt, der vor allem in Warschau wirkte und einen späten klassizistischen, teilweise auch eklektizistischen Stil vertrat.

## Leben
Kropiwnicki studierte an der Fakultät der Schönen Künste der Warschauer Universität. 1926 erhielt er das Patent eines freischaffenden Baumeisters im Königreich Polen. Unter der Leitung von Antonio Corazzi war er am Bau der Teatr Wielki in Warschau beteiligt. Ab 1835 arbeitete er mit dem Stadtarchitekten Józef Grzegorz Lessel zusammen. 1841 baute er mit Jan Jakub Gay die auf einer Eisenkonstruktion basierende Bazarhalle Gościnny Dwór. Ab dem Jahr 1843 war Kropiwnicki Baumeister der Stadt Warschau. Im Jahr 1847 wurde er geadelt (Wappenträger der Sas).

## Bauten (Auswahl)
- Bau der Bazarhalle “Gościnny Dwór” (1841)
- Neubau der Deutschen Synagoge in Warschau (1849)
- Restaurierung der Karol Boromeusz-Kirche auf dem Powązki-Friedhof (1850–1854)
- Sanierung des Chodkiewicz-Palastes (1852)
- Umbau des Frascati-Palastes (1836–1838)
- Wiederaufbau des Namiestnikowski-Palastes (1850er Jahre)
- Bahnhofsgebäude der Linie Warschau-Terespol in Warschau-Praga (1865–1866)
- Umbau Janasz-Hauses